# توماس ال. تامپسون
توماس ال. تامپسون (انگلیسی: Thomas L. Thompson؛ زادهٔ ۷ ژانویهٔ ۱۹۳۹) متخصص الهیات، استاد دانشگاه در دانشگاه کپنهاک، فیلم‌نامه‌نویس، و مورخ اهل ایالات متحده آمریکا است.